# Giovanni Caboto

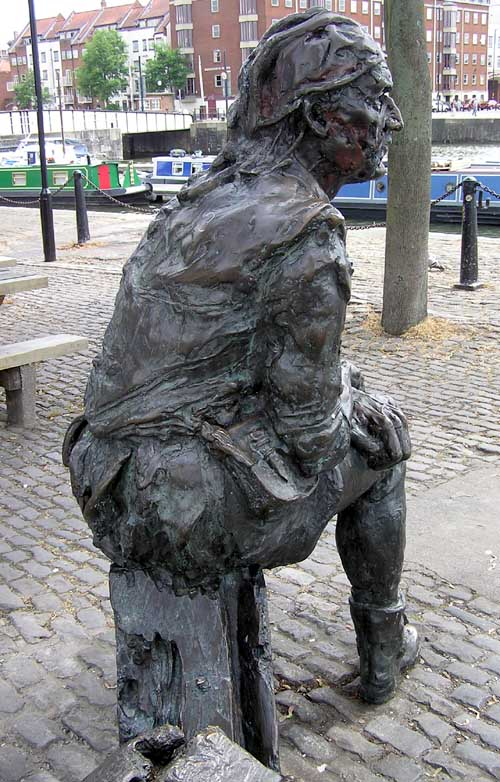
Estátua de Giovanni Caboto no porto de Bristol

Giovanni Caboto, conhecido em português como João Caboto (c. 1450 — c. 1499), foi um navegador e explorador italiano. É considerado como um dos primeiros europeus que chegaram ao continente norte-americano, em 1497. Henrique VII de Inglaterra, financiou Giovanni Caboto estabeleceu o domínio inglês na costa norte da América do Norte.

## Expedições

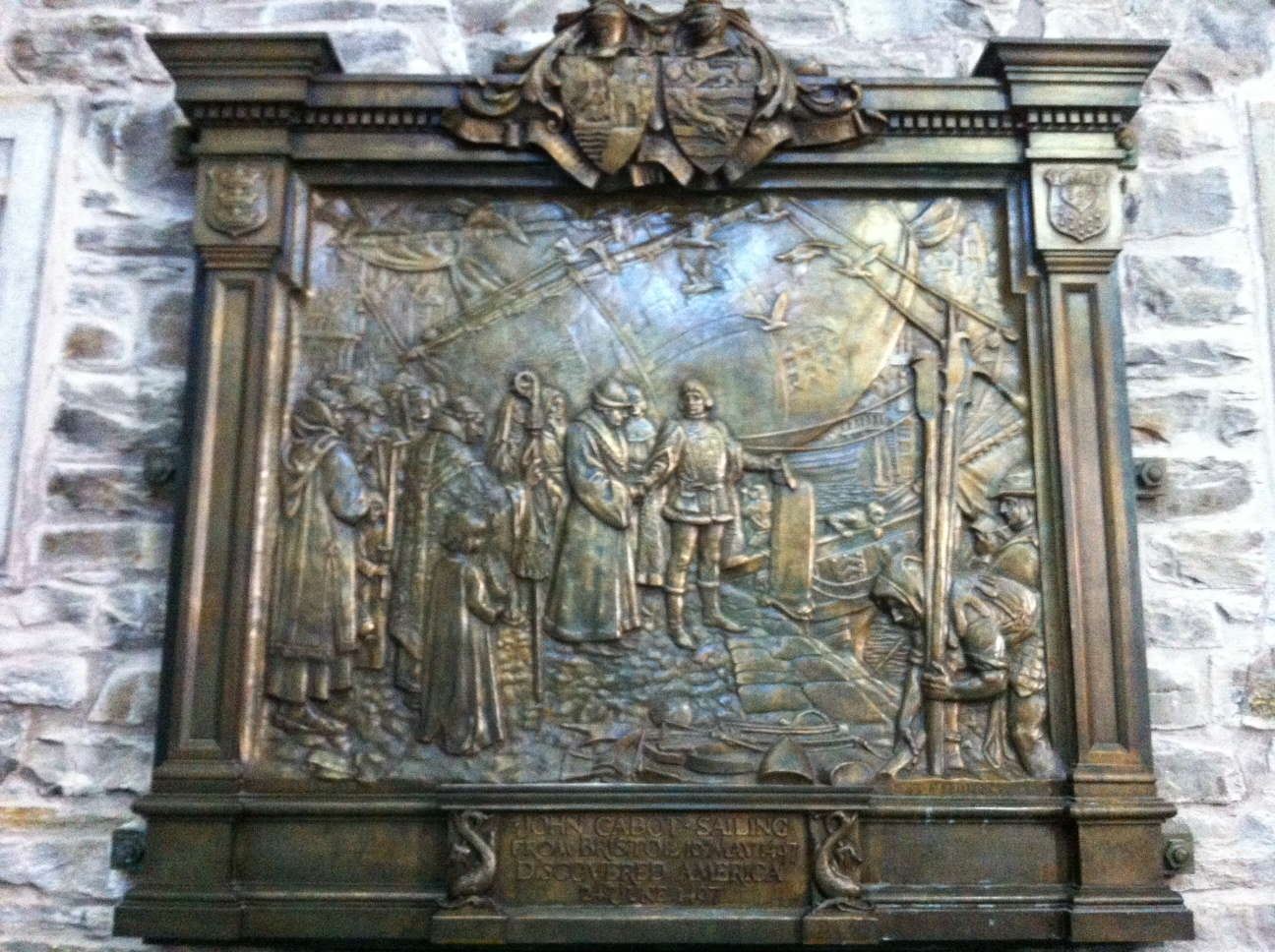
Placa de John Cabot mostrando Cabot partindo de Bristol, Inglaterra para o Canadá Atlântico (1497), instalada em Sir Sandford Fleming Park, Halifax

Cabot foi para Bristol para organizar os preparativos para sua viagem. Bristol era o segundo maior porto marítimo da Inglaterra. A partir de 1480 abasteceu diversas expedições em busca do mítico Hy-Brasil. Segundo a lenda celta, esta ilha ficava em algum lugar no Oceano Atlântico. Havia uma crença generalizada entre os mercadores do porto de que os homens de Bristol haviam descoberto a ilha em uma data anterior, mas depois a perderam de vista. Em uma carta particular a um colega (Quinn), Ruddock afirmou ter encontrado evidências em arquivos italianos de que os homens de Bristol descobriram a América do Norte antes de 1470. Como se acreditava que a ilha era uma fonte de pau-brasil (do qual poderia ser obtido um valioso corante vermelho), os comerciantes tinham incentivo econômico para encontrá-lo.

### Primeira viagem
Pouco foi registrado da primeira viagem de Cabot. O que é conhecido como a "carta de John Day", escrita por John Day, também conhecido como Hugh Say, um comerciante de Bristol originário de Londres, foi enviado durante o inverno de 1497-98 a um destinatário que se acredita ser Cristóvão Colombo. A carta refere-se brevemente a esta viagem, mas escreve principalmente sobre a segunda expedição de 1497. Day observou: "Como Vossa Senhoria deseja informações relacionadas à primeira viagem, eis o que aconteceu: ele partiu com um navio, sua tripulação o confundiu, ele estava com falta de suprimentos e teve mau tempo e decidiu voltar". Desde que Cabot recebeu sua patente real em março de 1496, acredita-se que ele fez sua primeira viagem naquele verão.

#### Fontes

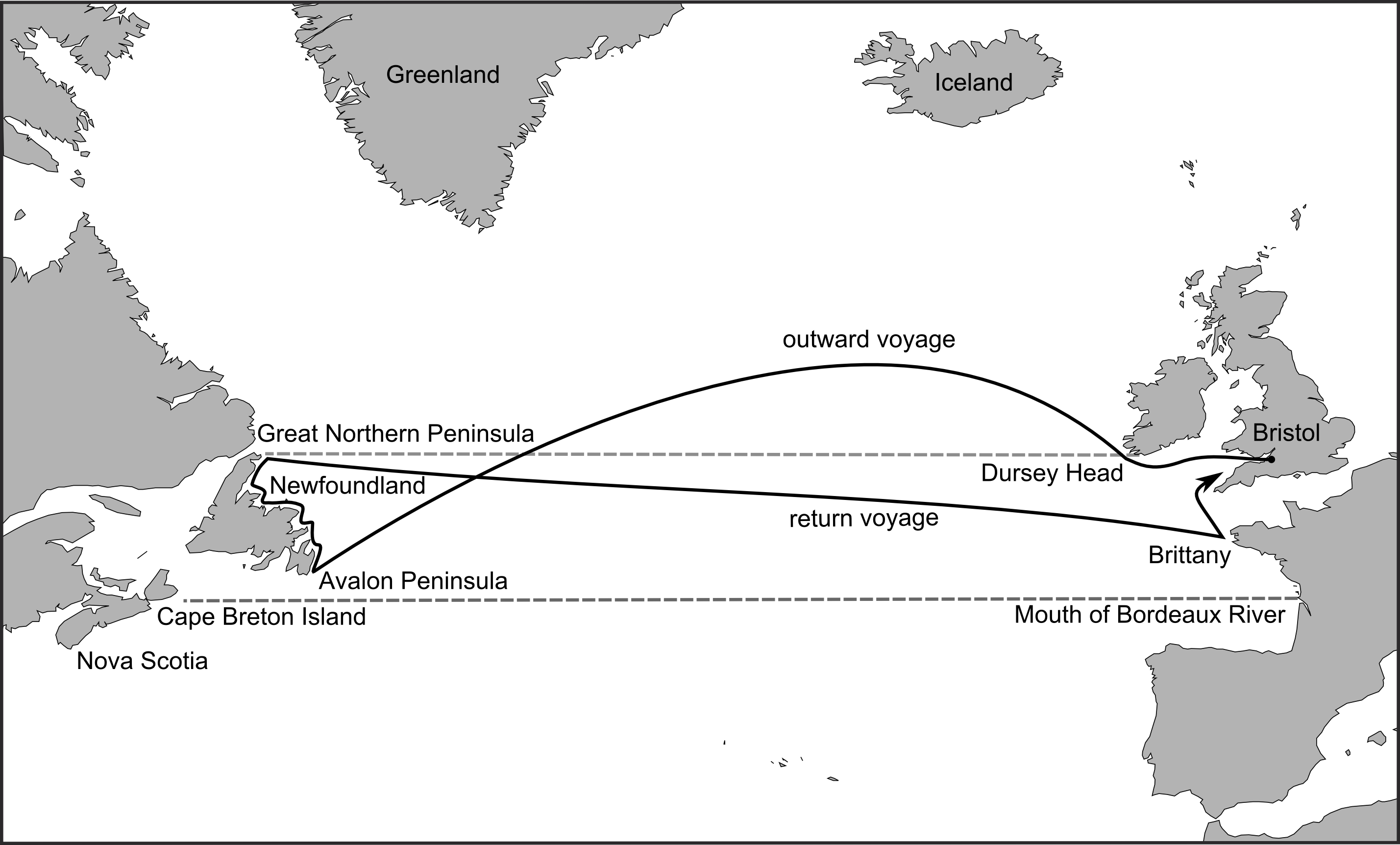
Rota da viagem de 1497 postulada por Jones e Condon

### Segunda viagem

### Viagem final
O Great Chronicle of London (1189–1512) relata que Cabot partiu com uma frota de cinco navios de Bristol no início de maio de 1498, um dos quais havia sido preparado pelo rei. Dizia-se que alguns dos navios transportavam mercadorias, incluindo tecidos, bonés, rendas e outras "ninharias". Isso sugere que Cabot pretendia fazer comércio nesta expedição. O enviado espanhol em Londres relatou em julho que um dos navios foi pego por uma tempestade e forçado a pousar na Irlanda, mas que Cabot e os outros quatro navios continuaram.
Durante séculos, nenhum outro registro foi encontrado (ou pelo menos publicado) que se relacionasse com esta expedição; por muito tempo acreditou-se que Cabot e sua frota se perderam no mar. Mas pelo menos um dos homens programados para acompanhar a expedição, Lancelot Thirkill, vive em Londres em 1501.
Não se sabe se Cabot morreu durante a viagem, voltou são e salvo e morreu logo depois, ou chegou às Américas e optou por permanecer por lá, talvez permanecendo com os indígenas de maneira semelhante a Étienne Brûlé.
O historiador Alwyn Ruddock trabalhou em Cabot e sua época por 35 anos. Ela sugeriu que Cabot e sua expedição retornaram com sucesso à Inglaterra na primavera de 1500. Ela afirmou que seu retorno seguiu uma exploração épica de dois anos da costa leste da América do Norte, ao sul na área da Baía de Chesapeake e talvez até os territórios espanhóis. no Caribe. Suas evidências incluíam o conhecido mapa-múndi do cartógrafo espanhol Juan de la Cosa. Seu mapa incluía a costa norte-americana e os mares "descobertos pelos ingleses" entre 1497 e 1500.

Ruddock sugeriu que Giovanni Antonio de Carbonariis e os outros frades que acompanharam a expedição de 1498 ficaram na Terra Nova e fundaram uma missão. Se Carbonariis fundou um assentamento na América do Norte, teria sido o primeiro assentamento cristão no continente e pode ter incluído uma igreja, a única igreja medieval construída lá.